# Bornaviridae
Famille
Genres de rang inférieur
- Carbovirus[2]
- Cultervirus[2]
- Orthobornavirus[2]

Les Bornaviridae sont une famille de virus de l’ordre des Mononegavirales. Ils sont notamment associés à la maladie de Borna, syndrome neurologique infectieux d'animaux à sang chaud qui provoque des troubles du comportement et des accidents mortels. L'origine de cette maladie a été identifiée chez le mouton et le cheval en Europe, mais il a depuis été montré qu'elle peut se transmettre à un large éventail d'animaux à sang chaud y compris les oiseaux, le bétail, les chats et les primates dont les humains, et a été trouvée chez des animaux d'Europe, d'Asie, d'Afrique et d'Amérique du Nord. Le nom est dérivé de la ville de Borna dans la région de Saxe, en Allemagne, qui a subi une épidémie de la maladie chez les chevaux en 1885.
La maladie de Borna survient chez les ovins et les chevaux après quatre semaines d'incubation suivie par le développement de la médiation immunitaire : méningite et encéphalomyélite. Les manifestations cliniques varient, incluant un comportement excité ou déprimé, ataxie, troubles oculaires et posture ou mouvements anormaux. Les taux de mortalité sont de 80 à 100 % chez les chevaux et plus de 50 % chez les moutons.
La maladie de Borna, notamment chez le cheval, donne lieu à des signes tels que :
- posture inhabituelle ;
- mouvements perturbés (principalement ataxie ou excès de circulation/mouvements) ;
- reste de foin ou de paille dans la bouche.

## Virus Borna
L'agent responsable de la maladie de Borna est un virus neurotrope. Il a le plus petit génome (8,9 kilobases) de tous les Mononegavirales et est unique au sein de cet ordre dans sa capacité à se reproduire dans le noyau de la cellule.
Bien que le virus soit principalement vu comme étant l'agent responsable de la maladie de Borna chez le cheval et d'autres animaux, des découvertes récentes ont montré que le virus de Borna peut jouer un rôle chez l'homme dans certains troubles neurologiques et psychiatriques, y compris les troubles bipolaires et la dépression.
Le mode de transmission du virus est encore mal connu, mais se fait sans doute par échange de salive ou de sécrétions nasales. Après l'infection, les personnes peuvent développer la maladie de Borna, ou rester insensibles, ils agissent comme des transporteurs du virus.
Le virus de la maladie de Borna (BDV, acronyme de Borna disease virus) infecte aussi l'homme et est donc considéré comme un agent zoonotique. Le rôle du BDV dans une maladie chez l'homme est controversée. En janvier 2020, des chercheurs allemands le mettent en cause dans la mort de huit personnes. 
Le BDV a été isolé sur un cheval malade dans les années 1970, mais les particules virales sont difficiles à caractériser. Néanmoins, le génome du virus a été décodé. Il s'agit d'une molécule linéaire à sens négatif d'ARN simple brin de l'ordre des Mononegavirales. Cet ordre contient la famille des Lyssavirus qui comprend le virus responsable d'une rage. Un nouveau nom de famille (Bornaviridae) a été créé pour ce virus.

## Effets dans d'autres espèces
Le virus Borna semble avoir une large gamme d'hôtes, après avoir été détecté chez des chevaux, des bovins, des moutons, des chiens et des renards. En 1995, le virus a été isolé à partir de chats qui souffraient d'une « maladie stupéfiante » en Suède. Depuis ce temps, le virus a également été détecté chez des chats au Japon et au Royaume-Uni.
En Allemagne, au Japon et aux États-Unis, le virus a été détecté chez l'homme, associé à une maladie, en particulier  psychiatrique. Il a causé le décès d'au moins huit Allemands entre 1999 et 2019.
L'infection expérimentale de rats a démontré qu'il conduit à des déficiences de comportement social. Le virus semble être positionné principalement dans le système limbique du cerveau, y compris le cortex entorhinal. Ces zones du cerveau sont considérées comme importante dans l'émotion.

## Réplication du BDV
Le BDV entre dans la cellule hôte par endocytose. Après que le virus a pénétré son hôte, il est repris par les endosomes.

## Référence biologique
- (en) ICTV : Bornaviridae  (consulté le 5 février 2021)